# Jacob van der Beurze
Jacob van der Beurze (Brugge, 1400 - 1483) was burgemeester van Brugge.

## Levensloop
Jacob van der Beurze was een zoon van Jan IV van der Beurze en Geertruide Bave.
Hij trouwde met Catharina van der Gheweedde. Ze hadden een dochter, Josine (†1492) die de laatste naamdrager was bij de Van der Beurzes. Ze trouwde met Jacob de Vooght, die in 1479 door Maximiliaan van Oostenrijk tot ridder werd geslagen na de slag bij Guinegate, die een overwinning betekende op Lodewijk XI. Hijzelf en hun nakomelingen speelden een belangrijke rol in Brugge tot op het einde van de 18e eeuw.
In 1436 nam Jacob deel aan de slag bij Calais, in het kader van de oorlog tussen Filips de Goede en Hendrik VI van Engeland. Hij vertrok aan het hoofd van zijn manschappen, met inbegrip van zijn nar, op 11 juni 1436. Bij de gevechten leed hij zware verliezen en einde juli was hij weer in Brugge.
Hij werd lid van de gilde van kruisboogschutters van Sint-Joris en werd er eerst deken van en in 1436 hoofdman, functie die hij uitoefende tot in 1467. Hij was ook, samen met vrouw en dochter, lid van de Sint-Sebastiaansgilde van handboogschutters.
Het was Jacob van der Beurze die in 1453 het Huis Ter Beurze grondig deed verbouwen en er het uitzicht aan gaf dat er, bij de restauratie van 1947, opnieuw werd aan gegeven. Onmiddellijk na het overlijden van Jacob verkocht zijn dochter Josine het Huis Ter Beurze aan Jacob Gheerolf.

## Stadsbestuur
Jacob van der Beurze trad in het voetspoor van zijn vader en van zijn oom Nicolaas IV van der Beurze, door het uitoefenen van ambten in het Brugse stadsbestuur. Hij was:
- raadslid in 1426, 1432, 1448 en 1451
- thesaurier in 1435
- schepen in 1430
- burgemeester van de raadsleden in 1442
- burgemeester van de schepenen in 1445 en 1457